# ミリオストス (小惑星)
ミリオストス (10000 Myriostos) とは、小惑星帯にある小惑星の1つ。仮符号1951 SY。
アルバート・ウィルソンによって1951年9月30日に発見された。名前は小惑星番号10000番にちなみ、ギリシャ語の10000に由来する。
キリのいい番号であるため、かつて冥王星にこの番号を割り当てる議論があった。